# Agustinus Agus

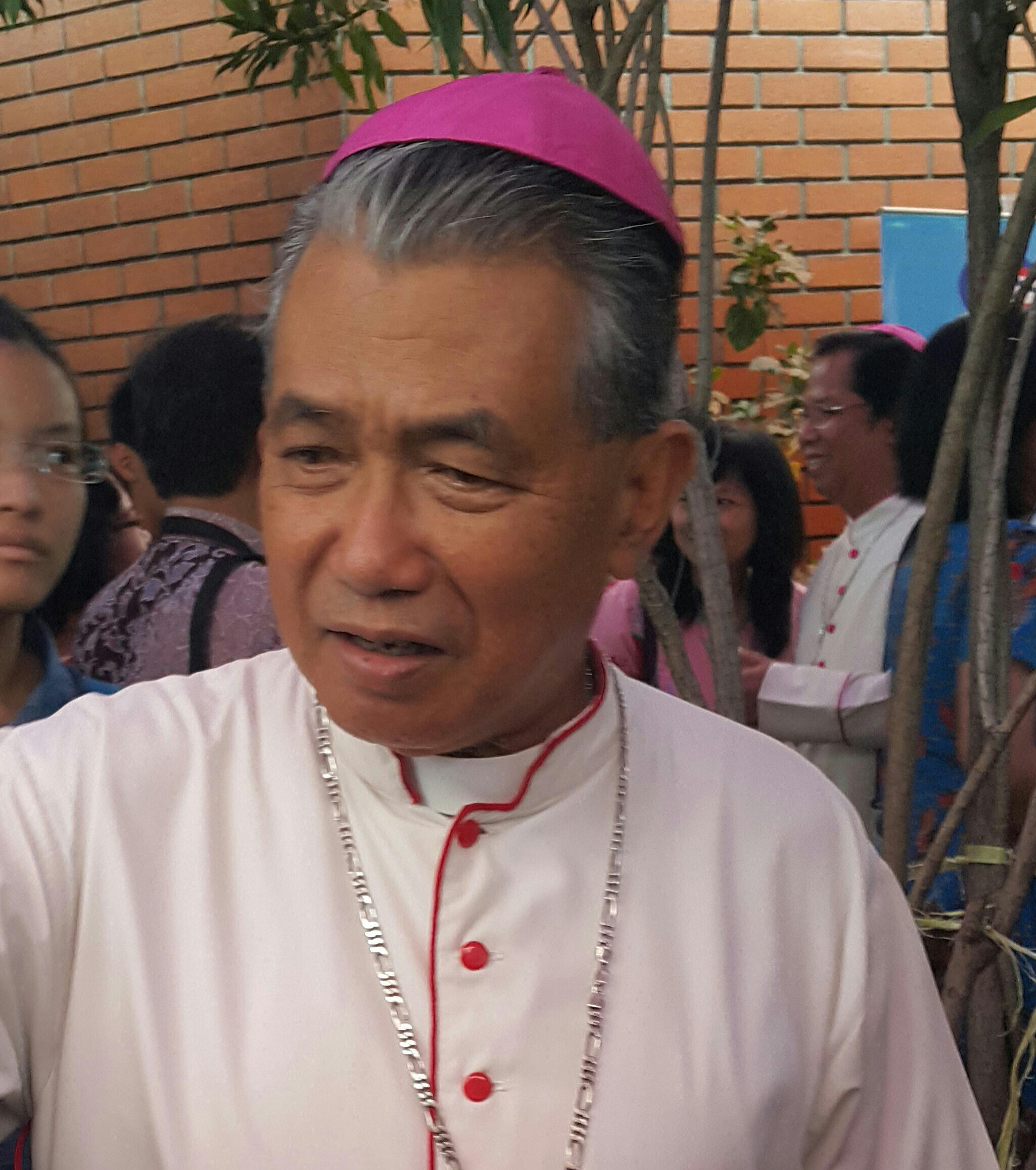
Agustinus Agus, 2017

Agustinus Agus (* 22. Oktober 1949 in Lintang) ist ein indonesischer Geistlicher und römisch-katholischer Erzbischof von Pontianak.

## Leben
Agustinus Agus empfing am 6. Juni 1977 die Priesterweihe.
Papst Johannes Paul II. ernannte ihn am 29. Oktober 1999 zum Bischof von Sintang. Die Bischofsweihe spendete ihm der Erzbischof von Jakarta und Militärbischof von Indonesien, Julius Riyadi Kardinal Darmaatmadja SJ, am 6. Februar des folgenden Jahres im Baning-Stadion von Sintang; Mitkonsekratoren waren Renzo Fratini, Apostolischer Nuntius in Indonesien, und Hieronymus Herculanus Bumbun OFMCap, Erzbischof von Pontianak.
Am 3. Juni 2014 ernannte ihn Papst Franziskus zum Erzbischof von Pontianak. Die Amtseinführung fand am 28. August desselben Jahres statt.